# Галфпорт (Миссисипи)
Галфпорт (англ. Gulfport в буквальном переводе «порт у залива») — город районного значения в округе Гаррисон, штат Миссисипи, США. Расположен на берегу Мексиканского залива и образует единую прибрежную агломерацию с городами Билокси и Паскагула. Город является крупным портом, центром корабелестроения и важным туристическо-рекреационным и рыболовецким местом в штате. В городе размещаются казино. Первым европейцем, ступившим на территорию будущего города, был Эрнандо де Сото, затем территория перешла под управление Новой Франции, а столица региона располагалась в соседнем Билокси, основанном в 1699. В начале XIX века город переходит под юрисдикцию США. Бурный рост населения начался только в конце 70-х — начале 80-х годов XX века, а до начала 40-х годов это был лишь небольшой рыбацкий посёлок. Город сильно пострадал от урагана Камилла 17 августа 1969 года, а затем был разрушен ураганом Катрина 29 августа 2005 года.

## География и климат
Климат Галфпорта влажный субтропический, сильно смягчаемый Мексиканским заливом. Зимы короткие и обычно теплые, изредка случаются кратковременные похолодания. Снегопады в городе редкость, в основном снег тает, достигая поверхности. Лето обычно длится долго, и оно жаркое и влажное. Жара, однако, смягчается близостью города к Мексиканскому заливу. Галфпорт подвержен тропическим штормам, приходящим с Мексиканского залива.

## Население
Население города по данным переписи 2000 г. составляло 71,127 тыс. человек, из которых 62,18 % — белые американцы, 33,53 % черные американцы, 1,25 % — азиаты , 0,09 % — гавайцы или жители островов Тихого океана, 0,87 % заявили о своей принадлежности к другим расам, и 1,64 % о том, что имеют 2 или более расовых принадлежности. 2,55 % населения, независимо от расы охарактеризовали себя как испаноязычные латиноамериканцы.